# Arkadi Vaïspapir
Arkadi Moïsseevitch Vaïspapir (en russe : Аркадий Моисеевич Вайспапир), né à Bobrovyi Kout (uk), oblast de Kherson, République socialiste soviétique d'Ukraine, le 23 décembre 1921 et mort à Kiev (Ukraine) le 11 janvier 2018, est un militaire soviétique juif mobilisé dans la Seconde Guerre mondiale, fait prisonnier par les Allemands et détenu dans le centre d'extermination de Sobibór. Il participe activement à la révolte du 14 octobre 1943. Après l'évasion en masse des détenus du camp, il combat dans une unité de partisans soviétiques, puis de nouveau dans l'Armée rouge. Après la guerre, il fait des études de génie mécanique et travaille dans ce domaine jusqu'à sa retraite.

## Biographie

### Avant Sobibor
Arkadi Vaïspapir naît dans une famille juive et il est prénommé Aïzik, recevant plus tard le prénom officiel Arkadi. Bobrovyi Kout était, au temps de l'Empire russe, ce qu'on appelait une « colonie agricole juive ». Sous le pouvoir soviétique, le village se trouve dans le raïon (district) de Kalininedorf (en yiddish « village Kalinine ») qui est l'un de ce qu'on appelle « raïons nationaux juifs » du sud de l'Ukraine. Ses parents sont agriculteurs. Moïssei Vaïspapir, le père d'Arkadi, est le fils d'un forgeron qui a une modeste fortune. Sous le pouvoir soviétique, après la collectivisation, le père d'Arkadi devient chef du secteur zootechnique du kolkhoze (ferme collective) du village, Roïter Oktober (en yiddish « Octobre Rouge »). Arkadi a un frère aîné, Beniamine, et aura plus tard une sœur, Bassia.
Le Holodomor, la famine organisée par le régime stalinien dans les années 1931-1933, affecte Bobrovyi Kout également, puis, en 1937-1938, Moïssei Vaïspapir devient lui aussi une victime des Grandes Purges, les répressions massives contre les opposants réels ou supposés du régime. Il est jugé, condamné à mort et exécuté en tant que fils de koulak (fermier riche), dirigeant sioniste, propagandiste contre-révolutionnaire et ennemi du système des kolkhozes.
Arkadi suit les cycles du système d'enseignement de l'époque : l'école de sept ans dans le village, puis les trois années pour achever l'enseignement secondaire, à Kalininedorf. En 1939, il est reçu à l'Institut des Langues Étrangères d'Odessa mais doit d'abord faire son service militaire, où on ne l'appelle pas tout de suite. En attendant, il travaille dans le kolkhoze du village natal. Il commence son service militaire le 25 octobre 1940. Il devient bientôt commandant de section (sous-division d'un peloton dans l'Armée rouge).
L'unité de Vaïspapir participe aux combats dès le premier jour de la guerre avec l'Allemagne, le 22 juin 1941, mais doit battre en retraite comme toute l'armée. Vaïspapir est légèrement blessé et trois jours après retourne au combat. Il a le grade équivalent à celui de caporal-chef quand, le 15 ou le 16 septembre, il est de nouveau blessé, près de Kiev, cette fois gravement. Son hôpital de campagne tombe aux mains des Allemands, alors que Vaïspapir vient d'être opéré et a une jambe plâtrée.
Sachant que les Allemands tuent les prisonniers juifs, Vaïspapir se fait enregistrer sous un faux nom, à consonance russe. Le groupe de prisonniers dont il fait partie est emmené à Minsk, dans un camp de prisonniers de guerre, Stalag 352. Dans les conditions inhumaines qu'ils subissent, seuls les jeunes et les plus forts résistent. Vaïspapir marche encore avec des béquilles quand il attrape le typhus dont l'épidémie a commencé en février 1942, mais il n'est pas affaibli au point de ne pas pouvoir se lever, et il guérit. Quand on demande des infirmiers, il se présente et a des conditions de vie un peu meilleures, mais il en bénéficie un mois seulement, parce qu'en mars, on fait passer aux prisonniers un contrôle corporel pour trouver les Juifs. Vaïspapir, circoncis, est identifié comme tel.
Les Juifs sont emmenés dans un autre camp où on les détient dans un sous-sol sans lumière pendant vingt jours. Sur 70 hommes, seuls 30 survivent. En avril, on les emmène dans un camp de concentration et de travail administré par la SS, également à Minsk, où la plupart des détenus sont des hommes, femmes et enfants juifs, mais il y a aussi beaucoup de membres d'autres ethnies, considérés comme hostiles à l'occupation allemande.
Vaïspapir est détenu au camp de Minsk pendant une année et demie, devant travailler durement pendant certaines périodes, souffrant de faim et subissant les mauvais traitements des gardiens. En août 1943, les Allemands commencent à tuer des détenus en les enfermant dans un camion et les asphyxiant avec ses gaz d'échappement au cours de leur transport à un endroit où ils brûlent les cadavres.
Au camp, il connaît et se lie d'amitié avec d'autres militaires juifs capturés au front, parmi lesquels le lieutenant Alexandre Petcherski, qu'ils considèrent comme leur chef.

### À Sobibór
Le 18 septembre 1943, les Juifs du camp, environ 2 000 personnes, parmi lesquels Petcherski et son groupe, sont embarqués dans un train de marchandises, entassés à 70-80 dans un wagon. On leur a donné 300 grammes de pain et ils emportent autant d'eau et de nourriture qu'ils ont pu se procurer. Leur transport dure quatre jours sans qu'on ouvre au moins une fois les wagons, donc sans recevoir ni eau ni nourriture, sans pouvoir sortir leurs déjections,.
Le train arrive le 22 septembre au camp de Sóbibor. On leur donne de l'eau et on les enferme de nouveau dans les wagons pour la nuit. Le lendemain, on les fait descendre sur la rampe le long de la voie ferrée et on sélectionne ceux qui déclarent être des artisans ou des ouvriers qualifiés, plus ceux qui ont la meilleure forme physique, jusqu'à 80 personnes, la plupart d'anciens prisonniers de guerre, y compris le groupe de Petcherski. Tous les autres sont tués par des gaz d'échappement dans des chambres à gaz et incinérés en plein air. Ceux laissés en vie apprennent cela en voyant la fumée qui s'élève, en sentant son odeur et en demandant à des détenus plus anciens ce qui se passe,.
Vaïspapir est inclus dans l'équipe de construction. Ils bâtissent des baraques dortoirs, des ateliers et des dépôts, surtout dans un nouveau secteur du camp. Vaïspapir pense dès le début à s'évader. Bientôt, lui et quelques-uns de ses camarades ont l'idée de se cacher dans la baraque aux latrines qui n'est pas loin de la clôture, d'en sortir la nuit, quand la zone est faiblement éclairée, et de passer par-dessus la clôture. Ils préviennent Petcherski au sujet de leur plan mais celui-ci les en dissuade, parce qu'un autre plan est en préparation,.

#### La révolte
Pendant l'été 1943, à la suite de certains faits qu'ils avaient constatés, les détenus sont arrivés à la conclusion que bientôt, ils seraient tous tués,,. Cela a amené certains d'entre eux à former un comité pour organiser une évasion mais jusque vers la fin septembre, ils n'ont pas réussi à décider comment s'y prendre. C'est pourquoi, quand les militaires soviétiques ont été amenés, ils ont inclus Petcherski dans le comité. Après plusieurs discussions, ils ont décidé d'organiser une révolte dirigée par l'officier soviétique, suivie de l'évasion de tous les détenus qui voudraient s'enfuir,.
Le 5 octobre, Petcherski constitue un groupe de combat de militaires soviétiques. C'est à eux d'assumer le rôle le plus important dans la révolte, étant les seuls qui savent manier des armes et qui ont une certaine expérience de combat. Le plan de la révolte prévoit pour sa première phase d'attirer le plus de SS possible dans diverses enceintes, de les tuer en secret avec des haches, des marteaux ou des couteaux, et de s'emparer de leurs armes,. La révolte commence le 14 octobre par cette première phase. Vaïspapir a la mission, avec le détenu Yehuda Lerner, de tuer un SS avec lequel les conspirateurs ont établi qu'il irait, à un moment prévu dans le plan, dans l'atelier des tailleurs pour essayer un manteau qu'on faisait pour lui. Ils le tuent avec des coups de hache. Événement imprévu, le chef des gardes, anciens prisonniers de guerre soviétiques passés au service des Allemands, entre lui aussi dans l'atelier. Ils le tuent également,,.
Le plan ne peut être suivi qu'en partie. Près de 300 sur les quelques 500 détenus courent de façon chaotique pour sortir du camp, alors que les SS et les gardes leur tirent dessus et les détenus armés ripostent faiblement avec les trop peu nombreuses armes qu'ils ont. Sont tués finalement douze SS, le chef des gardes et un gardien, et un autre SS est grièvement blessé. Cinq ou six SS de service ce jour-là sont sains et saufs. La plupart des candidats à l'évasion sont tués quand ils essayent de sortir du camp ou quand ils sont rattrapés par les Allemands à diverses distances de celui-ci. Échappent aux Allemands et vont survivre à la guerre 57 évadés, parmi lesquels Petcherski et Vaïspapir,.

### Après Sobibor
Les évadés ne pouvaient avoir que de très vagues projets pour après l'évasion. Ils sont livrés à leur sort, ne pouvant compter que sur la chance de tomber sur des gens qui les aident avec un abri et de la nourriture. Petcherski et huit de ses camarades, parmi lesquels Vaïspapir se dirigent vers l'est, pour rejoindre des partisans qui combattent en Belarus. Ils marchent et dorment pendant cinq jours et nuits en se cachant autant que possible dans des bois. Le sixième soir, ils sont reçus dans la maison isolée d'une famille de paysans qui leur donnent du pain et leur indiquent par où franchir la rivière Boug. Ils la franchissent cette nuit-là, marchent pendant encore trois jours et nuits dans les forêts de Belarus et tombent sur une unité de partisans le 22 octobre. Quelques jours après, ceux-ci leur disent qu'ils n'acceptent pas des Juifs, les dépossèdent de leurs armes et les renvoient. Peu après, les membres du groupe de Petcherski sont acceptés par d'autres unités de partisans.

#### Avec les partisans et dans l'armée
Vaïspapir est inclus dans l'unité Frunze, le 5 décembre 1943, comme simple partisan, puis, à partir du 25 mars 1944, il est commandant de section. Il participe à trois combats ouverts. Le 24 avril, quand l'Armée rouge arrive dans la zone des partisans, elle englobe leur unité. Dans l'armée, Vaïspapir est d'abord commandant de la section de mitrailleuses d'un peloton de formation. En avril-mai 1945, il sert dans une compagnie d'éclaireurs. Il prend part aux combats pour franchir la rivière Oder et la fin de la guerre le trouve au bord de la mer Baltique, à Wismar. Il reste en Allemagne avec l'armée jusqu'en janvier 1946, ayant le grade équivalent à celui de sergent-chef dans une compagnie de mitrailleuses. Il est démobilisé le 15 mai 1946.
Lorsqu'il était encore partisan, Vaïspapir a appris que sa mère et sa petite sœur avaient été tuées dans leur village par les Allemands. De retour au pays, il apprend que ses deux grands-pères, une grand-mère et beaucoup de membres de sa famille plus large ont eu le même sort. Son frère est tombé sur le front en 1942.

#### Dans la vie civile
Vaïspapir s'inscrit à l'Institut de mécanique automobile de Zaporijjia. Pour que sa demande ne soit pas rejetée, il n'écrit pas dans son autobiographie la vérité sur le sort de son père, mais qu'il a été tué avec les autres membres de sa famille. Pendant ses études, il doit s'engager dans plusieurs emplois pour gagner sa vie.
En 1947, il épouse Fani Trupp, une amie d'avant la guerre, qui travaille comme institutrice, et qui deviendra plus tard professeure de mathématiques. En 1948, ils ont leur premier fils, Mikhaïl. En 1959, ils auront un deuxième, Vadime.
Vaïspapir termine ses études avec un diplôme d'ingénieur en mécanique et il est envoyé travailler dans une usine de vilebrequins de Vorochilovgrad (depuis 1990, Louhansk). Il est transféré tour à tour dans plusieurs entreprises et, à partir des années 1960, il occupe des postes de cadre supérieur dans des entreprises du Donbass. Il devient ingénieur en chef d'une usine d'Artemivsk (depuis 2016, Bakhmout).
Les autorités ne se rendent pas compte qu'il a passé sous silence le sort de son père en tant qu'« ennemi du peuple », mais des gens injustement condamnés comme tels commencent à être réhabilités, et le 7 juillet 1961, Vaïspapir demande à la justice la réhabilitation de son père. À la même époque, on veut le nommer directeur de l'usine où il est ingénieur en chef, mais pour cela, il doit être membre du Parti Communiste de l'Union Soviétique. Il le demande mais n'est pas reçu, à cause du statut officiel de son père, dévoilé par le fils-même. Il reste toutefois, exceptionnellement, ingénieur en chef. Son père n'est réhabilité qu'en 1968.
En 1970, Vaïspapir déménage à Donetsk, où il occupe ses deux derniers postes et bénéficie d'une situation matérielle relativement bonne, prenant sa retraite quand il est le chef du département de transports de l'administration de l'oblast de Donetsk. L'un de ses fils est médecin, l'autre ingénieur.

#### Vaïspapir honoré comme participant à la révolte de Sobibór
Fin 1946-début 1947, Petcherski commence à chercher ses camarades évadés du camp. Le premier qu'il retrouve est Vaïspapir, avec qui il gardera désormais le contact.
Vaïspapir est mentionné pour la première fois dans la presse centrale en tant que participant important à la révolte de Sobibór, dans l'article Конец Собибура (La fin de Sobibór) du journal Komsomolskaïa Pravda du 12 janvier 1962, écrit par les écrivains L. Drouzenko et Valentin Tomine. Tomine aide Petcherski à retrouver les cinq autres évadés de Sobibór vivant encore en Union soviétique.
Le 14 octobre 1963, Petcherski, Vaïspapir et un autre de leurs camarades fêtent le 20e anniversaire de la révolte à Rostov-sur-le-Don, chez Petcherski. Sont présents aussi les écrivains Mikhaïl Lev et Tomine. L'année suivante, ce dernier et l'écrivain Alexandre Sinelnikov publient un livre sur la révolte.
Au 25e anniversaire, en 1968, six anciens vétérans de la révolte se retrouvent et participent également à une rencontre avec le public réuni dans une maison de la culture de Rostov. Les rencontres des vétérans deviennent périodiques, tous les cinq ans, avec la participation de membres de leurs familles. La rencontre de 1978 a lieu chez Vaïspapir, à Donetsk.

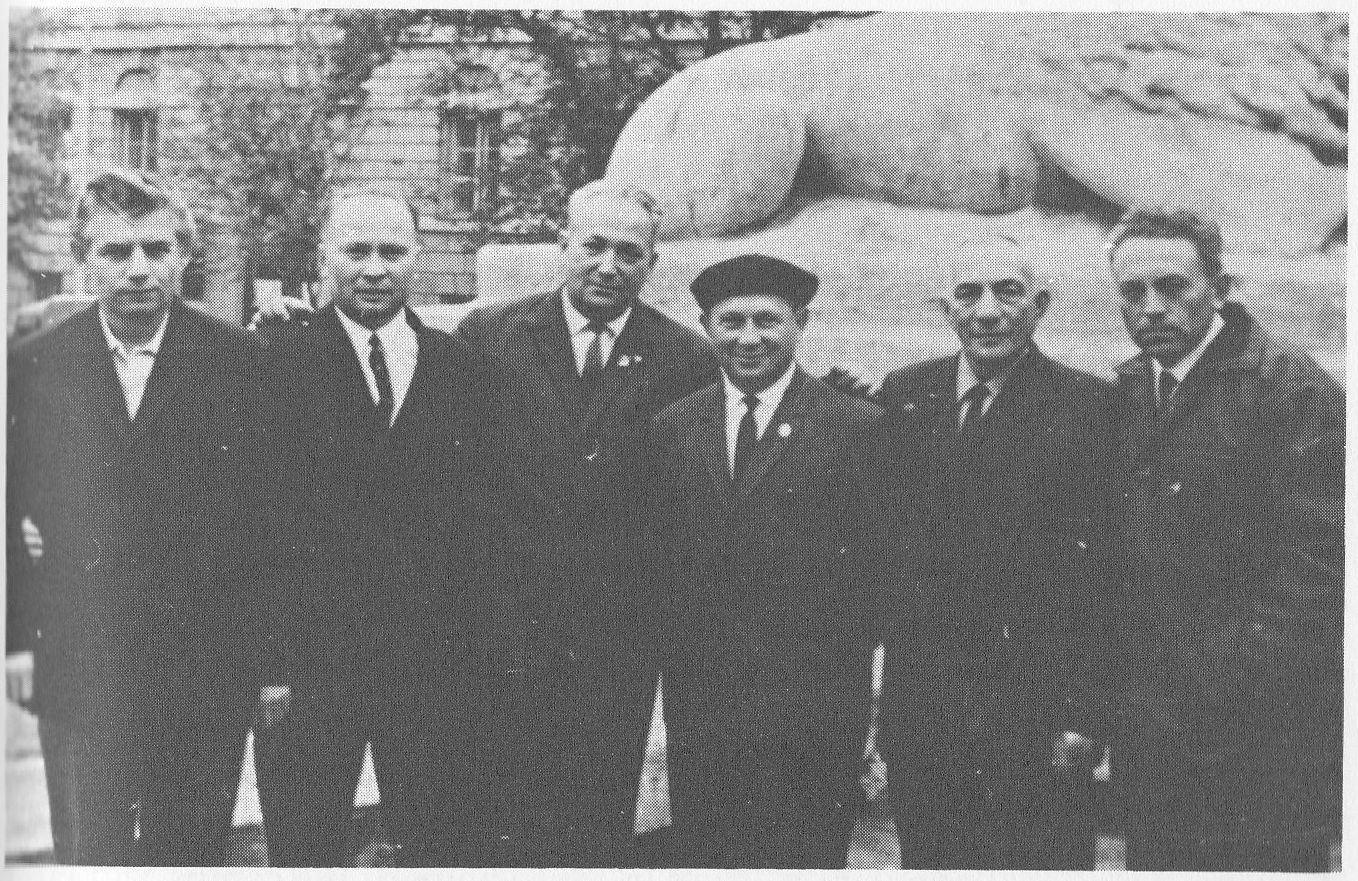
Vétérans de Sobibór à Rostov-sur-le-Don, au 25e anniversaire de la révolte. Vaïspapir est le deuxième à gauche.

Il donne trois fois des dépositions de témoin pour des procès contre des SS de Sobibór. En 1966 et 1975, il le fait devant des procureurs soviétiques. En 1983, on veut faire venir lui et Petcherski à un procès en Allemagne de l'Ouest, à Hagen, mais les autorités les empêchent de partir. Ce sont des représentants de la justice allemande qui viennent prendre leurs dépositions.
En 1994, Vaïspapir déménage à Kiev. Il fait son premier voyage à l'étranger en 1998, en Israël, où il participe à la rencontre de quatre vétérans à l'occasion du 55e anniversaire de la révolte. En 2001 il va en Pologne, au mémorial sur le terrain de l'ancien camp.
En 2004, il est affecté par la mort de sa femme, après une vie en commun de plus de 56 ans.
Jusqu'à la fin de sa vie, il participe à trois autres commémorations : en 2008 en Pologne et en Israël, en 2013 de nouveau en Israël.
Il décède à Kiev, le 11 janvier 2018, étant l'avant-dernier survivant de la révolte de Sobibór. Il a 96 ans.
En dehors des publications sur la révolte de Sobibór, Vaïspapir apparaît comme personnage dans le film russe Sobibor de 2018, de Constantin Khabenski.

##### Distinctions les plus importantes
- 1945 – médaille du Courage ;
- 1945 – médaille pour la victoire sur l'Allemagne dans la Grande Guerre patriotique de 1941-1945 ;
- 1985 – ordre de la Guerre patriotique, 1re classe ;
- 2013 – officier de l'ordre du Mérite de la république de Pologne ;
- 2016 – ordre du Mérite (Ukraine) ;